# Tobias Heintz
Tobias Heintz (* 13. Juli 1998 in Moss) ist ein norwegischer Fußballspieler. Der Linksaußen steht seit Januar 2023 beim bulgarischen Erstligisten ZSKA Sofia unter Vertrag.

## Karriere

### Verein
Heintz, Anfang 2013 aus den Nachwuchs vom Moss FK zum SK Sprint-Jeløy gewechselt, debütierte dort im Erwachsenenbereich als Teenager in der vierthöchsten Spielklasse. 2015 wechselte er zu Sarpsborg 08 FF, wo er im folgenden Jahr in der Tippeligaen debütierte und in der Spielzeit 2017 Stammspieler wurde. 2018 wechselte er zu Kasımpaşa Istanbul, kam dort aber nicht über die Rolle eines Ergänzungsspielers hinaus und kehrte 2020 auf Leihbasis zu Sarpsborg 08 FF zurück. Im Februar 2021 wechselte er zu BK Häcken in die Allsvenskan, kurz zuvor hatte er seinen Vertrag in der Türkei aufgelöst. Nach einem Jahr kehrte er im März 2022 kurz vor Schließen des Transferfensters auf Leihbasis erneut zu Sarpsborg 08 FF zurück. In der Spielzeit 2022 gelang ihm unter dem schwedischen Trainer Stefan Billborn der Durchbruch, als er als regelmäßiger Torschütze in der höchsten norwegischen Spielklasse glänzte. Am 5. Januar 2023 gab dann der bulgarische Erstligist ZSKA Sofia die Verpflichtung des Spielers bekannt.

### Nationalmannschaft
Von 2015 bis 2019 absolvierte Heintz insgesamt 23 Partien für diverse norwegische Jugendnationalmannschaften und erzielte dabei drei Treffer.